# Biserica reformată-calvină din Turda-Poiana
Biserica Reformată-Calvină din Turda, cartierul Poiana (str. Câmpiei nr. 57), construită în secolul al XV-lea, este înscrisă pe lista monumentelor istorice din județul Cluj, elaborată de Ministerul Culturii din România în anul 2015 (cod LMI CJ-II-m-B-07790).

## Istoric
Biserica a fost construită probabil în secolul al XV-lea. Din inventarul inițial medieval a supraviețuit numai turnul, intrarea pe partea vestică și grilajul de piatră de la ferestre. Coiful și acoperișul navei sunt mai noi. Pe peretele sudic sunt patru ferestre arcuite, din secolul al XIX-lea. 
Pe o piatră de boltă este inscripționat textul “RENOVATU 1789”, an în care biserica a fost renovată.
Interiorul a fost refăcut în 1997, când credincioșii au renunțat la mobilierul vechi. Doar coroana amvonului și orga sunt originale. În timpul lucrărilor de restaurare au dispărut frescele vechi, chiar și tavanul casetat.

## Galerie de imagini

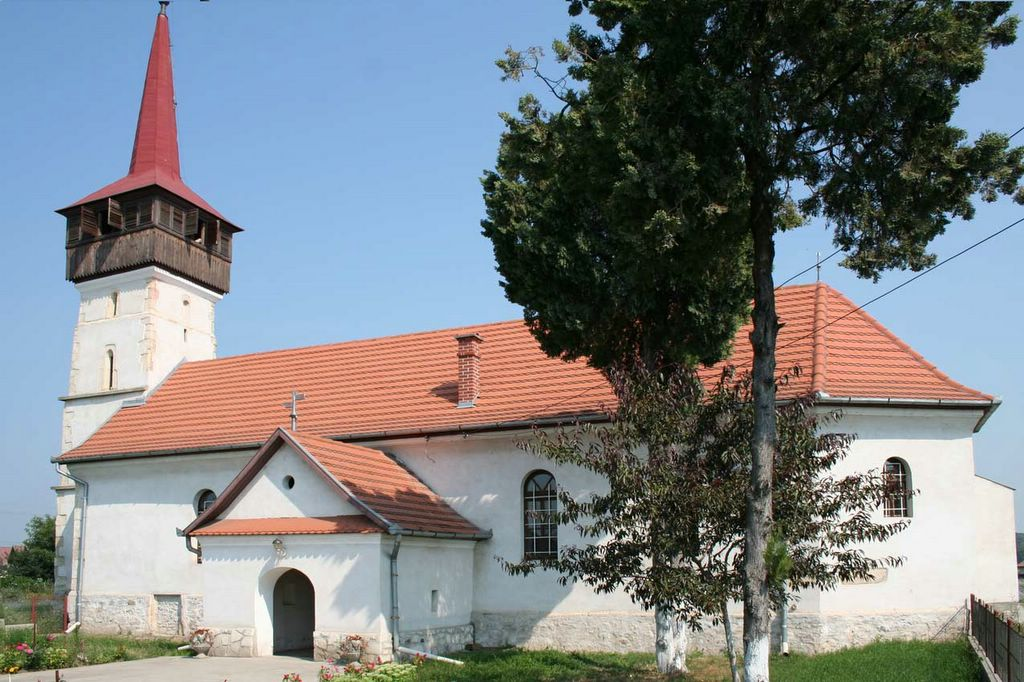
Biserica Reformată-Calvină din Poiana
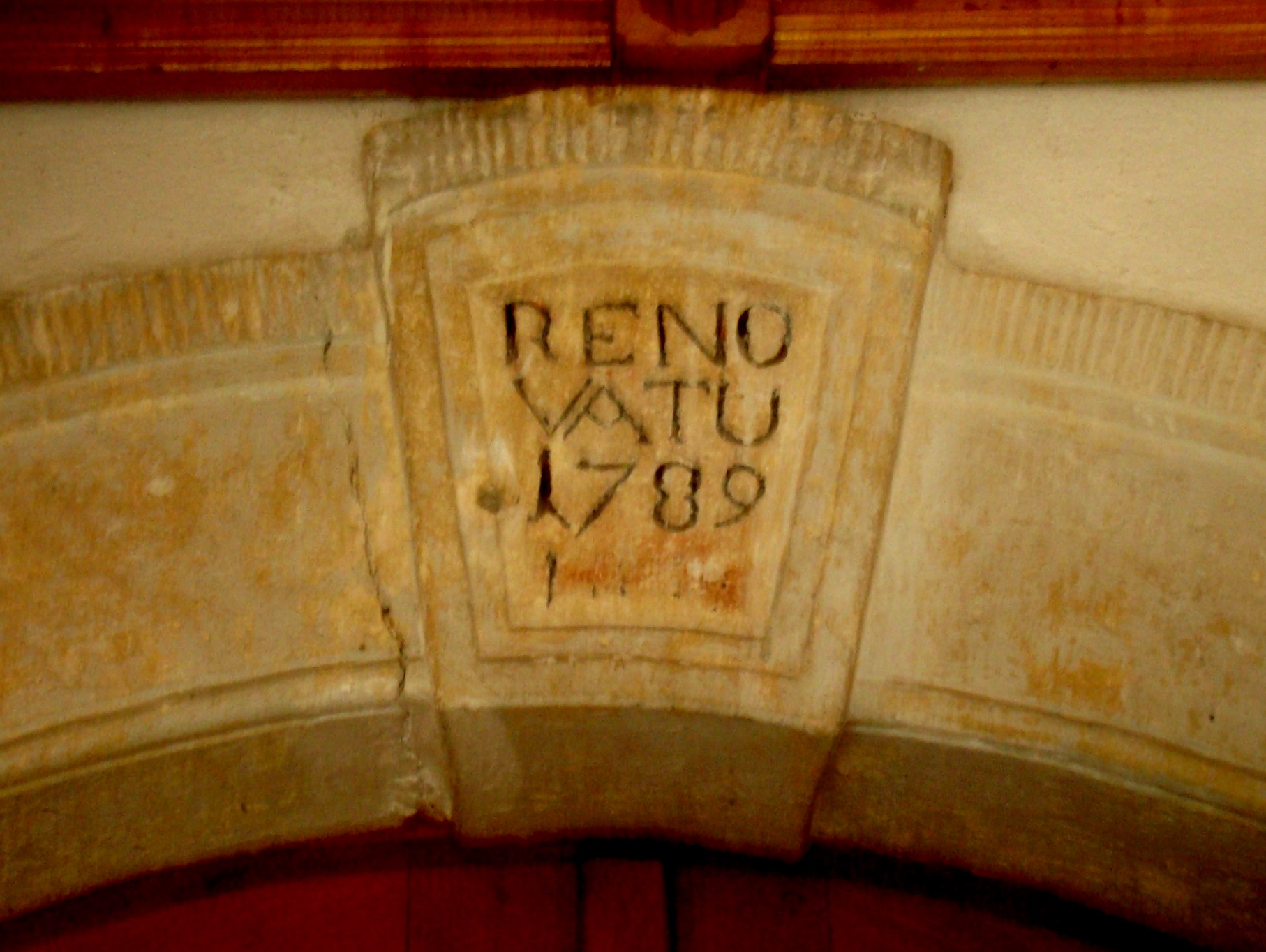
Biserica Reformată-Calvină din Poiana (piatra de boltă cu inscripţia “RENOVATU 1789”)
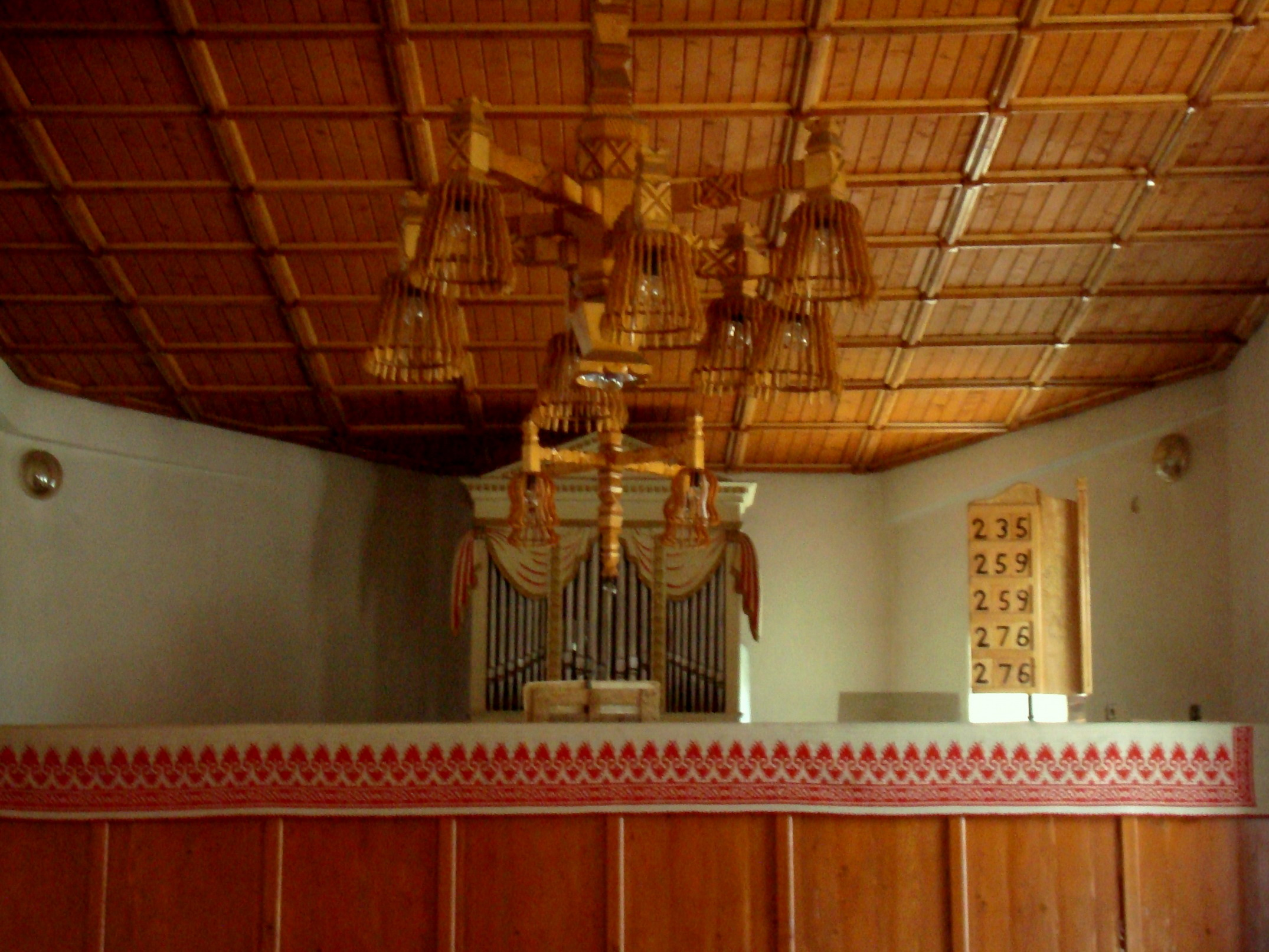
Biserica Reformată-Calvină din Poiana (imagine din interior)
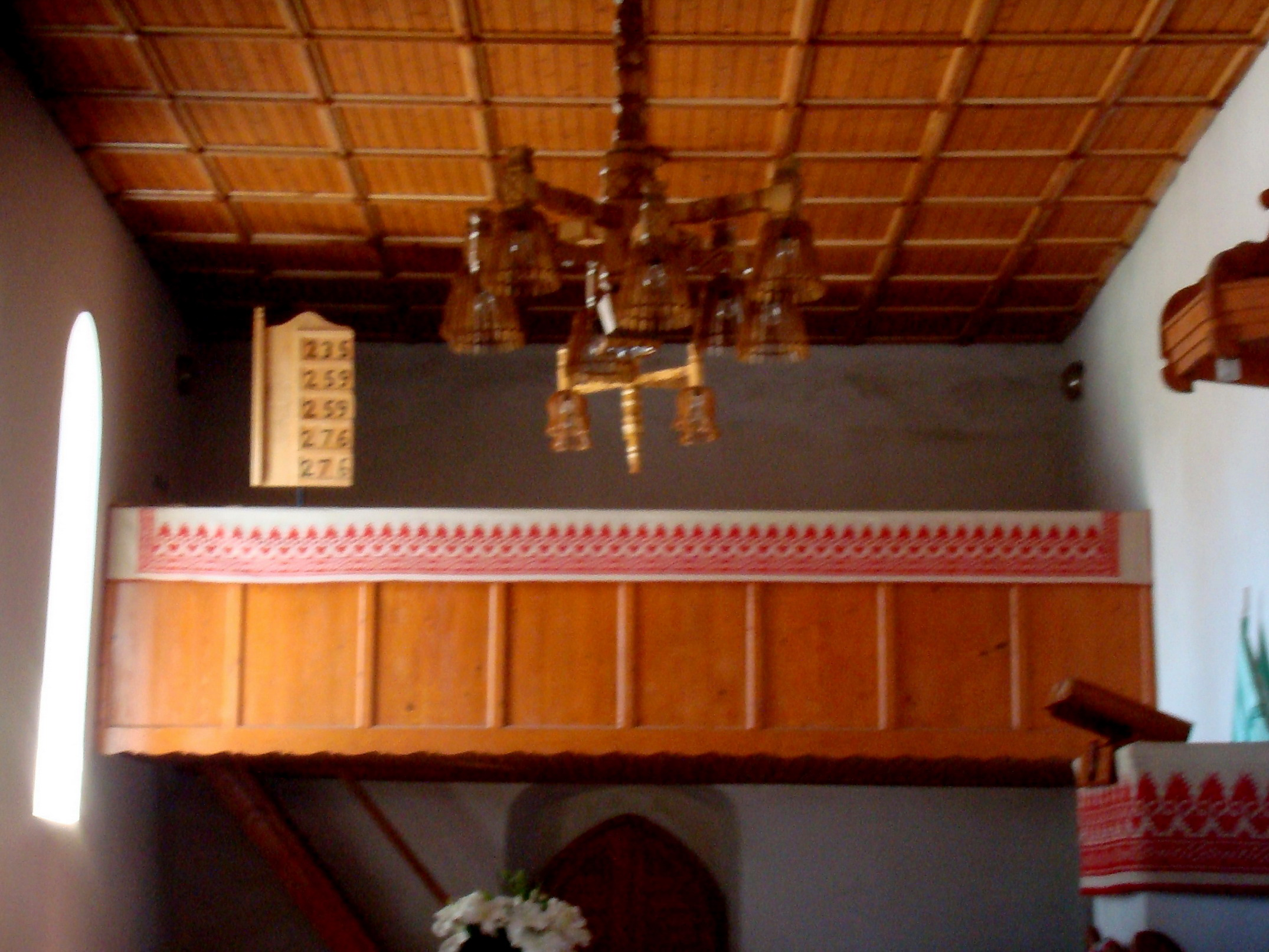
Biserica Reformată-Calvină din Poiana (imagine din interior)
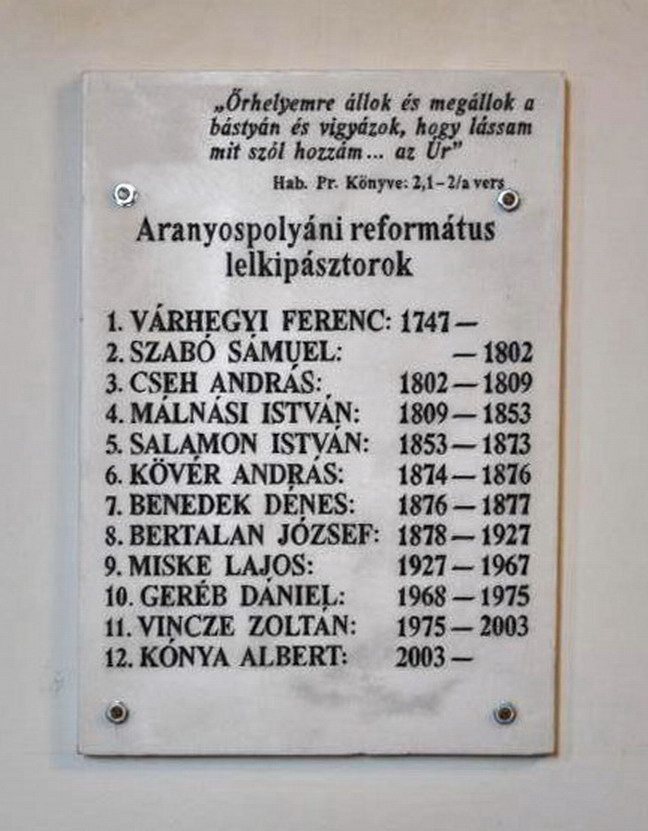
Panou cu numele preoţilor reformaţi care au slujit la Biserica Reformată-Calvină din Poiana